# Serie Colombia 2024
La Serie Colombia 2024 fue la primera edición de este torneo de carácter amistoso y de pretemporada disputado en Colombia, organizado por ESPN y Star+. Se disputó desde el 10 de enero hasta el 16 de enero.

## Equipos participantes
| Equipos participantes | Equipos participantes |
| --------------------- | --------------------- |
| América de Cali       | Colombia              |
| Deportivo Cali        | Colombia              |
| Fortaleza CEIF        | Colombia              |
| Patriotas             | Colombia              |
| Santa Fe              | Colombia              |
| Cerro Porteño         | Paraguay              |
| Monagas               | Venezuela             |

## Partidos
- La hora de cada encuentro corresponde al huso horario que rige a Colombia (UTC-5)

| 10 de enero | Santa Fe      | 1:0 (0:0) | Fortaleza CEIF | Estadio Luis Carlos Galán Sarmiento, Soacha |  |
| 15:15       | Rodallega 20' | Reporte   |                |                                             |  |

| 13 de enero | Santa Fe      | 1:0 (0:0) | Patriotas | Estadio El Campincito, Bogotá |  |
| 15:15       | Rodallega 80' | Reporte   |           |                               |  |

| 13 de enero | América de Cali | 1:0 (1:0) | Cerro Porteño | Estadio Olímpico Pascual Guerrero, Cali |  |
| 17:00       | Ramos 39'       | Reporte   |               |                                         |  |

| 14 de enero | Deportivo Cali | 0:3 (0:2) | Cerro Porteño                           | Estadio Deportivo Cali, Palmira |  |
| 18:00       |                | Reporte   | 10' Iturbe · 28' Churín · 82' Fernández |                                 |  |

| 16 de enero | Santa Fe                                 | 2:2 (1:1) | Monagas        | Estadio El Campincito, Bogotá |                         |
| 13:15       | Rodallega 10' (pen.) · Correa 77' (pen.) |           | Basante 3' 50' | Árbitro(s): Juan Pontón       | Árbitro(s): Juan Pontón |